# Зауерлах
Зауерлах (нім. Sauerlach) — громада в Німеччині, розташована в землі Баварія. Підпорядковується адміністративному округу Верхня Баварія. Входить до складу району Мюнхен.
Площа — 48,49 км2. Населення становить 8204 ос. (станом на 31 грудня 2020).